# Walter Binni

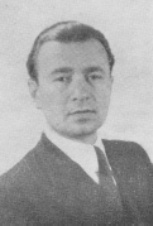
Walter Binni (1946)

Walter Binni  (* 4. Mai 1913 in Perugia; † 27. November 1997 in Rom) war ein Italienischer Politiker und Literaturwissenschaftler, Romanist und Italianist.

## Leben und Werk
Binni studierte ab 1931 an der Scuola Normale Superiore di Pisa und promovierte 1935 bei Luigi Russo mit der Arbeit La poetica del decadentismo (Florenz  1936, zuletzt 1996). Nach dem Wehrdienst unterrichtete er in Pavia, ab 1939 in seiner Heimatstadt Perugia an der Università per stranieri (unterbrochen durch Kriegsdienst). 1942 wurde er Privatdozent in Pisa.
Sein 1936 an der Seite von Aldo Capitini begonnenes antifaschistisches Engagement führte 1943 zum Eintritt in die Sozialistische Partei (PSIUP, ab 1947 PSLI) und zur Teilnahme an der Resistenza. 1946 wurde er in seinem Heimatbezirk zum Abgeordneten der Verfassunggebenden Versammlung gewählt.
Binni lehrte von 1948 bis 1956 an der Universität Genua, von 1956 bis 1964 an der Universität Florenz und von 1964 bis zu seiner Emeritierung 1989 an der Universität La Sapienza in Rom. Von 1953 bis 1992 war er Herausgeber der Zeitschrift La Rassegna della Letterature italiana.
Binni war Mitglied der Accademia dei Lincei (1977) und Ehrenbürger der Stadt Genua (1983).

## Werke
- Vita interiore dell'Alfieri, Bologna 1942
- Preromanticismo italiano, Neapel 1947
- La nuova poetica leopardiana, Florenz 1947
- Metodo e poesia di Ludovico Ariosto, Messina-Florenz 1947
- Critici e poeti dal Cinquecento al Novecento, Florenz  1951
- (Hrsg.) Francesco De Sanctis, Giacomo Leopardi, Bari 1953
- I classici italiani nella storia della critica, 3 Bde., Florenz 1954–1977
- Foscolo e la critica, Florenz 1957; Foscolo e la critica. Storia e antologia della critica, Florenz 1966
- Carducci e altri saggi, Turin 1960
- Classicismo e neoclassicismo nella letteratura del Settecento, Florenz 1963
- L'Arcadia e il Metastasio, Florenz 1963
- Poetica, critica e storia letteraria, Bari 1963; Poetica, critica e storia letteraria e altri scritti di metodologia, Florenz 1993
- Michelangelo scrittore, Rom 1965; Turin 1975
- Il Settecento letterario, Mailand 1968 (Storia della letteratura italiana 6)
- (mit Natalino Sapegno) Storia letteraria delle regioni d'Italia, Florenz 1968
- (Hrsg. mit Enrico Ghidetti) Giovanni Leopardi, Tutte le opere, Florenz 1969
- Saggi alfieriani, Florenz 1969; Rom 1981; Studi alfieriani, 2 Bde., hrsg. von Marco Dondero, Modena 1995
- La protesta di Leopardi, Florenz 1973
- Settecento maggiore. Analisi della poetica e della poesia di Goldoni, Parini e Alfieri, Mailand 1978
- Monti poeta del consenso, Florenz 1981
- Ugo Foscolo. Storia e poesia, Turin 1982
- Incontri con Dante, Ravenna 1983
- La tramontana a Porta Sole. Scritti perugini ed umbri, Quaderni Regione dell'Umbria 1984;  Perugia 2007
- Lettura delle Operette Morali, Genova 1987
- Lezioni leopardiane, hrsg. von Novella Bellucci, unter Mitwirkung von Marco Dondero, Florenz 1994, 1998
- Metodo e poesia di Ludovico Ariosto e altri studi ariosteschi, hrsg. von R. Alhaique Pettinelli, Florenz  1996
- Poetica e poesia. Letture novecentesche, hrsg. von Francesco und Lanfranco Binni, Mailand 1999
- L'ultimo periodo della lirica leopardiana, hrsg. von C. Biagioli, Perugia 2009
- La disperata tensione. Scritti politici (1934–1997), hrsg. von Lanfranco Binni, Florenz 2011